# Васюхновы
Васюхновы — дворянский род.
Дворянский род Васюхновых был записан, как «дворянство военное», во 2-ю часть «Родословной книги дворян Черниговской губернии». Представитель этого рода, Андрей Максимович Васюхнов (1770 — до 1834) стал известен как штаб-лекарь московской Павловской больницы. Его сыновья, Иван (1800—?) и Константин (1809—1853) также служили по медицинской части. В 1834 году Васюхновы были записаны в 3-ю часть «Родословной книги дворянства Московской губернии», а в 1836 году — во 2-ю часть « Родословную книгу Дворянского Депутатского собрания Тульской губернии».
Известные представители рода:
- Васюхнов, Леонид Константинович[6] (1848 — не ранее 1911) — генерал-лейтенант
- Васюхнов, Владимир Константинович[7] (1851 — не ранее 1911) — генерал-майор